# Пророк (мультфильм)
«Пророк» (англ. The Prophet или англ. Kahlil Gibran’s The Prophet, «„Пророк“ Халиля Джебрана») — полнометражный анимационный фильм 2014 года, созданный по мотивам книги Джебрана Халиля Джебрана «Пророк» 1923 года. В роли одного из продюсеров фильма выступила актриса Сальма Хайек, озвучившая одну из ролей. Основным автором сценария и режиссёром стал Роджер Аллерс, при этом отдельные фрагменты фильма были сняты ещё девятью режиссёрами, среди которых Томм Мур, Нина Пэйли, Билл Плимптон, Жоанн Сфар и другие.
Предварительный показ фильма прошёл в 2014 году на Каннском кинофестивале, а его мировая премьера состоялась на кинофестивале в Торонто. В США фильм был выпущен 7 августа 2015 года и получил преимущественно положительные отзывы. Фильм также выдвигался на получение премии «Оскар» за лучший анимационный фильм, однако не был номинирован.

## Сюжет
Действие происходит в Османской империи, в вымышленном городе Орфалес на острове. После того как убили её отца, девочка Алмитра уже два года не разговаривает. Она не слушается свою мать Камилу и бегает по улицам одна, иногда воруя что-нибудь на базаре. Однажды мать берёт Алмитру с собой на работу — Камила прислуживает заключённому Мустафе, поэту, художнику и мыслителю, который уже семь лет находится под домашним арестом. Охраняет Мустафу Халим, который давно симпатизирует Камиле. Камила просит Халима побыть с Алмитрой, но та убегает и знакомится с Мустафой. Внезапно появившийся сержант сообщает, что Мустафе дарована свобода при условии, что он сейчас же покинет остров на корабле, который приплыл за ним. Сержант и Халим через весь город ведут Мустафу, которого люди везде встречают с удивлением и радостью — они любят его стихи, которые многим из них помогли в тяжёлую минуту. Также за Мустафой следует Алмитра с чайкой, с которой она дружит.
Люди на улицах время от времени останавливают Мустафу, чтобы угостить его или поговорить с ним. Во время одной из остановок сержант звонит паше́ и убеждает его, что Мустафа по-прежнему является духовным лидером народа и опасен для власти. Когда Мустафу приводят на берег, где стоит корабль, его ведут на встречу с пашой. Люди, собравшиеся, чтобы проводить Мустафу, требуют отпустить его, начинается столкновение со стражей, однако Мустафа упокаивает людей. Паша предлагает Мустафе свободу в обмен на подписание бумаги о том, что Мустафа отрекается от всех своих ранее сказанных слов. Поэт не соглашается, и его заточают в тюремную камеру. Ночью Халим и Камила помогают Алмитре заглянуть в окно Мустафе, при этом Алмитра впервые после долгого перерыва начинает разговаривать. Мустафа просит её забрать все его рисунки и рукописи из его дома. Алмитра и Камила делают это, едва успевая до приезда военных, которые хотят уничтожить всё, что создал Мустафа. Тем временем толпа людей у тюрьмы ждёт выхода Мустафы, однако его выводят в тюремный двор и расстреливают. Услышав звуки выстрелов, Алмитра смотрит в сторону моря. Она видит отплывающий корабль и фигуру Мустафы на нём и показывает его своей матери.

## Создание
Помимо Роджера Аллерса, восемь фрагментов фильма (соответствующих речам Мустафы на различные темы) сняли следующие режиссёры:
- Михал Соха — фрагмент «О свободе»
- Нина Пэйли — фрагмент «О детях»
- Жоанн Сфар — фрагмент «О браке»
- Билл Плимптон — фрагмент «О еде и питье»
- Джоан Грац — фрагмент «О труде»
- Мохаммед Саид Хариб — фрагмент «О добре и зле»
- Томм Мур — фрагмент «О любви»
- Гаэтан Брицци и Пол Брицци — фрагмент «О смерти»

Помимо инструментальной музыки Габриэля Яреда, в фильме звучат три песни:
- On Children — автор и исполнитель Дэмиен Райс — фрагмент «О детях»
- On Love — исполнители Глен Хансард и Лиза Ханниган — фрагмент «О любви»
- Hypnosis — автор и исполнитель Дэмиен Райс — финальные титры

## Роли озвучивали
- Лиам Нисон — Мустафа
- Сальма Хайек — Камила
- Джон Красински — Халим
- Альфред Молина — сержант
- Фрэнк Ланджелла — паша́
- Куавенжане Уоллис — Алмитра
- Ассаф Коэн — пекарь, жених и др. персонажи
- Джон Кассир — пекарь, человек в тюрбане и др. персонажи
- Ник Джеймсон — продавец на базаре и др. персонажи
- Фред Таташор — продавец апельсинов и др. персонажи

## Награды и номинации
- 2015 — The WIFTS Foundation International Visionary Awards — The Animation Award
- 2015 — Премия «Энни» за лучший независимый анимационный полнометражный фильм — номинировался
- 2016 — Премия «Спутник» за лучший анимационный фильм — номинировался

## Отзывы
«Пророк» получил средние отзывы критиков и зрителей. На сайте Rotten Tomatoes у фильма рейтинг одобрения 65 % на основе 72 рецензий, на Metacritic фильм получил 61 балл из 100 на основе 21 рецензии.
Питер Собчински на сайте RogerEbert.com дал фильму оценку 3,5 из 4, отметив его в равной степени развлекательный и провокативный характер, который будет с интересом воспринят любителями кино всех возрастов. Питер Дебрудж из Variety высоко отметил как озвучку главного героя Лиамом Нисоном, так и потрясающий визуальный ряд и музыку, которые усиливают воздействие стихов, уже знакомых многим из зрителей. По мнению Джо Макговерн из Entertainment Weekly, все вставные эпизоды фильм замечательны, хотя и связывающий их воедино сюжет «разочаровывающе диснеевский» (англ. frustratingly Disneyish). Рецензент TheWrap Джеймс Роччи назвал фильм хорошо задуманным, но не столь хорошо исполненным. Вместе с тем, часть критиков отмечала, что речи Мустафы ближе к третьей четверти фильма начинают надоедать, напоминая «философский менсплейнинг» или же что весь фильм можно сравнить с набором из восьми мини-проповедей, не производящий должного воздействия.